# 今陽子
今 陽子（こん ようこ、1951年11月1日 - ）は、日本の歌手、女優。所属事務所はホリプロ系列のパオ。本名、今津 陽子（いまづ ようこ）。身長168cm（1975年7月）。

## 略歴
愛知県知多郡横須賀町（現：東海市）出身。父親は日本のPOP広告コンサルタントの嚆矢として活躍した今津次朗（2009年死去）。両親が元々音楽好きだった影響で、幼少期より洋楽に造詣を深める。
1964年、金城学院中学校に入学。1年生のときは宝塚歌劇団に憧れる。「男役をやりたい、那智わたるさんみたいになりたい、と真剣に考えたこともある」とのちに述べている。「中学卒業後に宝塚音楽学校を受験しよう」と考えていたが、2年生のときスカウトされ、東京へ移住。1966年、いずみたくに師事。1967年、15歳でビクターレコードよりソロ歌手として「甘ったれたいの」でデビューしたが全く売れなかった。
1968年、キングレコードに移籍し、ピンキーとキラーズを結成。同年7月20日に発売されたデビューシングル「恋の季節」が、240万枚という大ヒットとなった。
翌年発売の「涙の季節」も続いてオリコン1位を獲得。主演として映画「恋の季節」（1969年、松竹）も製作された。
1972年、ピンキーとキラーズからソロに転向。近年は歌手活動のほかにも女優業に進出し、ドラマ、舞台などで活躍中。
1981年3月から1982年2月の間、ダンス、歌、英会話等の勉強のため、単身ニューヨークへ留学。ブロードウェイのミンスコフ劇場で「SAYONARA」の主役オーディションを受け、合格するが、ミュージカルそのものが上演されなかったため、出演には至らず。
2011年11月には、ジャズアルバム「Love Seasons〜恋の季節たち〜」を発表。2012年7月には旭ジャズまつりにも出演。
21世紀にはFacebookを使用。「60歳からのフェイスブック」（マイナビ）という著書もある。

## エピソード

### 子供時代
母は、若い頃にコロムビア全国歌謡コンクールで優勝経験があった。父は、ギターやハーモニカが得意で若い頃にバンドを組んでいた。今は、子供の頃からバーブラ・ストライサンド、ライザ・ミネリ、ベット・ミドラーなどの洋楽を好んで聴いていた。
父は、当時先述のPOP広告の仕事をしながら、日本の有名歌手が名古屋でコンサートをする際の司会も時々行っていた。中学2年生の頃に上記のコンサート会場でいしだあゆみのマネジャーからスカウトされ、いしだの所属先であるいずみたくの事務所への所属が決まった。

### デビュー時
当時「背の高い女性歌手は売れにくい」というジンクスがある中、1966年に今と同じくらいの身長の山本リンダが「こまっちゃうナ」でヒットしていた。今もこの流れに乗せられて、1967年に“ぶりっ子風”アイドル路線による「甘ったれたいの」でのデビューが決まった。ただし本人は「私には肌が合わなかった」ということもあり、この曲はヒットしなかった。
上記のことに加え、同じ事務所の佐良直美が「世界は二人のために」で売れたことに、強い挫折感を味わった。後日傷心して愛知の実家に帰ったが母親から叱られて奮起し、一晩だけ泊まって東京に戻り歌手を辞めずに済んだ。ちなみに佐良とはサバサバした性格同士で馬が合い、仲は良かった。

## 人物
- ピンキーとキラーズ以前のソロ時代、いずみたく経由で依頼されたCMソングを歌っており、その数40本以上にのぼる[10](一例として三共のルル[注釈 7]、ハウス食品のバーモントカレー、雪印の冷凍食品、ナショナルの電化製品など[10]）。
- ピンキーとキラーズ以前のソロ時代、フジテレビ系ドラマ「グー・チョキ・パー」に出ていた。当時デカベビーの愛称で親しまれていた。
- 映画「恋の季節」では主演としてクレジットとされているが、共演の奈美悦子のラブストーリーとして展開されており、ストーリー上の実質的主演は奈美。今は奈美の友人である歌手・ピンキーとしての出演。
- 1973年に制定された太平洋クラブライオンズの球団歌『君こそライオンズ』の創唱者だった。一般公募による曲で、入選発表では歌唱指導も行い、球場内でも流されていたが、レコードとしては発売されず、更に翌1974年から西郷輝彦の歌唱のバージョンに切り替えられた（こちらはシングル盤として発売された）。
- 後輩の和田アキ子とは50年来に渡る親友の間柄である。音無美紀子も40年来の親友である。
- イケメン好きを自称している[11]。「イケメン会」という会をつくり、毎月1回ぐらいのペースで飲み会を開いている。男性は20代から40代のイケメン男性たちで、若い男性たちからエキスをもらっている。
- 現在(2022年)の夢は、男性ヒップホップグループのBTSと一緒のステージに立つこと。
- 先述の通り一時宝塚を目指したことや女性にしては身長が高いことから、仕事で共演する若い芸能人などから元タカラジェンヌと間違えられることがよくあるという[6]。
- 28歳の時に2年間ニューヨークに滞在し、アメリカン・ダンス・マシーンのリー・セオドアという人物に見込まれ、当時の名だたる先生たちから歌唱法やダンスを教わった[6]。
- イラストレーターの和田誠は、今のような性格の女性が好きで、過去に平野レミから嫉妬されそうになったことがある[注釈 8]。
- 1970年頃に佐良直美、由紀さおりと自身の3人で「いずみたく三人娘」[注釈 9]の呼び名で、何度か一緒に歌番組に出ることもあった[6][12][注釈 10]。
- 恋の季節は「（いずみたく）先生のメロディーはシンプル。単純なだけに、粗が出ちゃう。歌いこなすのが難しくて。」という理由で好きではなかったとインタビューで語った[14]。

## ディスコグラフィ

### シングル
- 1：ビクターレコード、2〜14・16・18・19：キングレコード、15：東芝EMI、17：ジャパンレコード。

| #  | 発売日          | A/B面 | タイトル               | 作詞           | 作曲           | 編曲       | 規格品番 |
| -- | --------------- | ----- | ---------------------- | -------------- | -------------- | ---------- | -------- |
| 1  | 1967年 6月      | A面   | 甘ったれたいの         | 岩谷時子       | いずみたく     | いずみたく | SV-582   |
| 1  | 1967年 6月      | B面   | 素敵なあいつ           | 岩谷時子       | いずみたく     | いずみたく | SV-582   |
| 2  | 1972年 2月      | A面   | さよならの朝           | 山川啓介       | いずみたく     | 松岡直也   | BS-1492  |
| 2  | 1972年 2月      | B面   | 恋は心の灯             | 岩谷時子       | いずみたく     | 松岡直也   | BS-1492  |
| 3  | 1972年 5月      | A面   | 熱風                   | 山口あかり     | 鈴木邦彦       | 鈴木邦彦   | BS-1542  |
| 3  | 1972年 5月      | B面   | 禁じられた愛の行方     | 山口あかり     | 鈴木邦彦       | 鈴木邦彦   | BS-1542  |
| 4  | 1972年 9月      | A面   | 夜が終る時             | 藤田敏雄       | いずみたく     | 大柿隆     | BS-1597  |
| 4  | 1972年 9月      | B面   | グッド・バイ           | 藤田敏雄       | いずみたく     | 大柿隆     | BS-1597  |
| 5  | 1973年 4月      | A面   | 夜明けの港             | たかたかし     | 鈴木邦彦       | 鈴木邦彦   | BS-1671  |
| 5  | 1973年 4月      | B面   | 今日をあなたと         | たかたかし     | 鈴木邦彦       | 鈴木邦彦   | BS-1671  |
| 6  | 1973年 9月      | A面   | 女ともだち             | 山口洋子       | いずみたく     | 高田弘     | BS-1755  |
| 6  | 1973年 9月      | B面   | 熱いうちに捨てないで   | 岩谷時子       | いずみたく     | 高田弘     | BS-1755  |
| 7  | 1974年 2月      | A面   | さよならの嵐           | 千家和也       | 加瀬邦彦       | 東海林修   | BS-1805  |
| 7  | 1974年 2月      | B面   | 別れたあなたへ         | 千家和也       | 加瀬邦彦       | 東海林修   | BS-1805  |
| 8  | 1974年 7月      | A面   | 私の場合               | 荒木とよひさ   | 加瀬邦彦       | 東海林修   | BS-1851  |
| 8  | 1974年 7月      | B面   | 倖せを集めて           | 安井かずみ     | 加瀬邦彦       | 東海林修   | BS-1851  |
| 9  | 1974年 7月      | B面   | オキちゃんマーチ       | あさひな知彦   | 小林亜星       | 筒井広志   | BS-1852  |
| 10 | 1974年 10月     | A面   | 街を出る日に           | 中上る伊       | いずみたく     | 森岡賢一郎 | BS-1874  |
| 10 | 1974年 10月     | B面   | 野に咲く娘             | 中上る伊       | いずみたく     | 森岡賢一郎 | BS-1874  |
| 11 | 1975年 4月      | A面   | 東高円寺               | 吉田健美       | 杉本真人       | 森岡賢一郎 | BS-1920  |
| 11 | 1975年 4月      | B面   | 徒然草                 | みなみらんぼう | みなみらんぼう | 田辺信一   | BS-1920  |
| 12 | 1975年 8月      | A面   | 風のまつり             | 藤公之介       | 小坂明子       | 宮本光雄   | BS-1950  |
| 12 | 1975年 8月      | B面   | 素敵な別れ             | 藤公之介       | 小坂明子       | 宮本光雄   | BS-1950  |
| 13 | 1976年 4月      | A面   | みちづれ               | 山川啓介       | いずみたく     | 親泊正昇   | GK-3     |
| 13 | 1976年 4月      | B面   | お人好し               | 山川啓介       | いずみたく     | 親泊正昇   | GK-3     |
| 14 | 1977年 1月      | A面   | 追憶                   | 山川啓介       | いずみたく     | 上田力     | GK-60    |
| 14 | 1977年 1月      | B面   | ブルーバースデー       | 山川啓介       | いずみたく     | 上田力     | GK-60    |
| 15 | 1978年 5月      | A面   | 誘惑                   | 山上路夫       | 都倉俊一       | 宮川泰     | TP-10422 |
| 15 | 1978年 5月      | B面   | かがやく朝日のように   | 山上路夫       | 都倉俊一       | 宮川泰     | TP-10422 |
| 16 | 1980年 2月      | A面   | 愛・それはふれあい     | 山口洋子       | 平尾昌晃       | 竜崎孝路   | GK-381   |
| 16 | 1980年 2月      | B面   | 気がつけば5月          | 奥山侊伸       | 服部克久       | 服部克久   | GK-381   |
| 17 | 1983年 6月      | A面   | ハーバーライト・ブルー | 竜真知子       | 大村雅朗       | 大村雅朗   | JAS-2047 |
| 17 | 1983年 6月      | B面   | ルナパーク午後3時      | 水口馨         | 水口馨         | 大村雅朗   | JAS-2047 |
| 18 | 1991年 12月21日 | 01    | 恋の季節               | 岩谷時子       | いずみたく     | 大谷和夫   | KIDS-72  |
| 18 | 1991年 12月21日 | 02    | 涙の季節               | 岩谷時子       | いずみたく     | 大谷和夫   | KIDS-72  |
| 19 | 1992年 10月21日 | 01    | グッドバイ             | 阿久悠         | 芳野藤丸       | 萩田光雄   | KIDX-86  |
| 19 | 1992年 10月21日 | 02    | 青空もよう             | 阿久悠         | 芳野藤丸       | 萩田光雄   | KIDX-86  |

### アルバム

#### オリジナル・アルバム
| 発売日                         | 規格           | 規格品番       | アルバム |
| キングレコード                 | キングレコード | キングレコード | キングレコード |
| ------------------------------ | -------------- | -------------- | --- |
| 1972年5月20日                  | LP             | SKA-21         | ピンキー一人歩き ※ 演奏：オールスターズ・レオン。 Side:A 1. 熱風 2. 葉山の海（作詞：なかにし礼、作曲：平尾昌晃、編曲：馬飼野俊一） 3. 赤い稲妻（作詞：安井かずみ、作曲・編曲：東海林修） 4. 夜間飛行（作詞：阿久悠、作曲：都倉俊一、編曲：青木望） 5. 青空の誘惑（作詞：阿久悠、作曲・編曲：宮川泰） 6. 愛のドアをあけて（作詞：山上路夫、作曲・編曲：大野雄二） 7. さよならの朝 Side:B 1. 京のにわか雨（作詞：なかにし礼、作曲：平尾昌晃，編曲：馬飼野俊一） 2. 恋は心の灯 3. バラをくれた人（作詞：安井かずみ、作曲・編曲：東海林修） 4. 心は翼をつけて（作詞：山上路夫、作曲・編曲：大野雄二） 5. 実らぬ夢（作詞：有馬三恵子、作曲：都倉俊一、編曲：青木望） 6. 禁じられた愛の行方 7. 愛こそすべて（作詞：有馬三恵子、作曲・編曲：宮川泰） |
| 1973年                         | LP             | SKA-58         | 夜明けの港 Side:A 1. 夜明けの港 2. 今日をあなたと 3. 青空の誘惑 4. 愛こそすべて 5. さよならの朝 6. 恋は心の灯 Side:B 1. 夜が終わる時 2. グッド・バイ 3. 熱風 4. 禁じられた愛の行方 5. 赤い稲妻 6. バラをくれた人 |
| 1974年9月1日                   | LP             | SKA-91         | 私の場合 Side:A 1. 私の場合 2. さよならの嵐 3. グッドバイ・マイ・ラブ 4. 悲しみを忘れて 5. 日曜日の奇蹟 6. 倖せを集めて Side:B 1. さよなら列車 2. 別れたあなたへ 3. ギターを捨てたあなた 4. 熱い紅茶 5. 女ともだち 6. ママ |
| 徳間ジャパン／ジャパンレコード |                |                | |
| 1982年                         | LP             | JAL-36         | ラハイナストリート ※ 全編曲：大村雅朗 Side:A 1. ハーバーライト ブルー（作詞：竜真知子、作曲：大村雅朗）4:13 2. 真夏のミステリー（作詞：KURO、作曲：大野克夫）4:38 3. 黄昏の都会（作詞：久石譲）3:54 4. Rainy Woman（作詞：宮哲郎、作曲：大村雅朗）3:34 5. ルナパーク午後3時（作詞・作曲：水口馨）3:50 Side:B 1. あの胸にもう一度（作詞：来生えつこ、小椋桂）4:58 2. Stop The Falling Rain（作詞：竜真知子、作曲：佐藤健）4:33 3. ファンタジー アイランド（作詞：KURO、作曲：大野克夫）3:58 4. Last Night Dreamin'（作詞：竜真知子、作曲：緒方泰男）4:32 |

#### カバー・アルバム
| 発売日                         | 規格           | 規格品番       | アルバム |
| キングレコード                 | キングレコード | キングレコード | キングレコード |
| ------------------------------ | -------------- | -------------- | --- |
| 1973年12月20日                 | LP             | SKA-67         | ジャスト・ナウ・ピンキー Side:A 1. ハートに火をつけて 2. 動物と子供達の詩 3. 愛の休日 4. フィーバー 5. ハッピー・ハート 6. 帰り来ぬ青春 Side:B 1. ユアー・ソー・ベイン 2. 愛は面影の中に 3. ピロー・トーク 4. ファーガソン・ロード 5. シバの女王 6. イッツ・インポシブル |
| 1977年                         | LP             | SKA-168        | ラブ・ソング ※ 全編曲：上田力。 Side:A 1. 別に 2. ブルー・バースデー 3. ゆきずりの人（Le Temps Est Loin） 4. サバの女王（La Reine de Saba） 5. アンド・アイ・ラブ・ユー・ソー（And I Love You So） 6. 波（Wave） Side:B 1. あなたのすべてを 2. ルイ 3. 時計（El Reloj） 4. 愛のフィナーレ 5. マスカレード（This Masquerade） 6. 追憶 |
| ワーナーミュージック・ジャパン |                |                | |
| 2011年11月23日                 | CD             | WPCL-11014     | Love Seasons～恋の季節たち～ 1. 恋の季節 ～sweet ver.～／ピンキーとキラーズ 2. Over the rainbow 3. My favorite things 4. 土曜日はいちばん～saturday is the one～ 5. N.Y. state of mind 6. It don't mean a thing 7. 見上げてごらん夜の星を／坂本九 8. 涙の季節～bitter memory ver.～／ピンキーとキラーズ 9. What a wonderful world／ルイ・アームストロング 10. おいしい水 11. Love for sale 12. あの鐘を鳴らすのはあなた／和田アキ子 |
| 2013年4月24日                  | CD             | WPCL-11237     | 今昔歌～ピンキーの男唄～ 1. セクシャルバイオレット No.1／桑名正博 2. 悲しい色やね／上田正樹 3. わかって下さい／因幡晃 4. さよならをもう一度／尾崎紀世彦 5. 夢の途中／来生たかお 6. バン・バン・バン／ザ・スパイダース 7. ダンシング・オールナイト／もんた＆ブラザーズ 8. もうひとつの土曜日／浜田省吾 9. 飾りじゃないのよ涙は／井上陽水 10. そっとおやすみ／布施明 11. 君に会いたい／ザ・ジャガーズ 12. 恋の季節～ラテン・ヴァージョン～／ピンキーとキラーズ |
| 2016年4月27日                  | CD             | WPCL-12328     | ピンキーの女唄 1. 恋の季節～50th ver.～／ピンキーとキラーズ 2. TAXI／鈴木聖美 3. ごめんね…／高橋真梨子 4. 駅／竹内まりや 5. どしゃぶりの雨の中で／和田アキ子 6. 愛は翼に乗って［Wind Beneath My Wings］／ベット・ミドラー 7. ミ・アモーレ［Meu amor e・・・］／中森明菜 8. オリビアを聴きながら／尾崎亜美 9. 本能／椎名林檎 10. マホガニーのテーマ［Theme from Mahogany（Do You Know Where You're Going To）］／ダイアナ・ロス 11. ラヴ・イズ・オーヴァー／歐陽菲菲 12. 「スター誕生」愛のテーマ［Love Theme From A Star Is Born（Evergreen）］／バーブラ・ストライサンド |
| 2018年11月7日                  | CD             | WPCL-12955     | 今の季節 1. 恋の季節2018／ピンキーとキラーズ 2. 制服／松田聖子 3. いい日旅立ち／山口百恵 4. シンデレラ サマー／石川優子 5. シーズン・イン・ザ・サン／チューブ 6. September／竹内まりや 7. 恋人よ／五輪真弓 8. ママがサンタにキッスした(I Saw Mommy Kissing Santa Claus)／ジミー・ボイド 9. A HAPPY NEW YEAR／松任谷由実 10. 恋する季節／ピンキーとキラーズ 11. This is My Season～「今」を生きる！～ |

#### ベスト・アルバム
| 発売日         | レーベル       | 規格 | 規格品番  | アルバム     |
| -------------- | -------------- | ---- | --------- | ------------ |
| 1999年12月23日 | キングレコード | CD   | KICX-2559 | 今陽子全曲集 |

### タイアップ
| 年     | 楽曲             | タイアップ                                        |
| ------ | ---------------- | ------------------------------------------------- |
| 1974年 | オキちゃんマーチ | 海洋博協会・選定歌                                |
| 1976年 | みちづれ         | フジテレビ系ドラマ「夫婦旅日記 さらば浪人」主題歌 |

## 出演

### テレビ
- 太陽のあいつ（TBS、1967年4月 - 1967年7月）
- グーチョキパー（フジテレビ、1967年）
- 男は度胸（NHK、1970年4月 - 11月）
- 歌はともだち（NHK総合、1972年4月 - 1974年3月）
- みんなのうた（NHK、1973年8月）
  - 『シング』（コーラス：杉並児童合唱団）。2022年12月 - 2023年1月にラジオのみで再放送。
- みんなで歌おう'73（TBS、1973年1月 - 3月）
- NTV紅白歌のベストテン（日本テレビ、1970年10月 - 1974年2月）3代目紅組キャプテン
- 寺内貫太郎一家2（TBS、1975年4月 - 11月）
- 夫婦旅日記 さらば浪人（フジテレビ、1976年） 第12話ゲスト
- 徳川三国志（NET、1976年）第20話「忍びの掟は死の掟」ゲスト
- 君こそスターだ!（テレビ朝日、1978年 - 1979年）
- 遠山の金さん 第2シリーズ（テレビ朝日、1979年）
  - 第4話「泣いて笑って艶姿」 - 静香
  - 第21話「女掏摸母子草」 - お由
- 二百三高地 愛は死にますか（TBS、1981年1月 - 2月） - 芸者 金太郎 役
- 毎度おさわがせします第3シリーズ（TBS、1987年1月 - 5月）
- 独占!女の60分（テレビ朝日、1989年4月 - 1990年3月） - サブ司会
- カフェシティ・ヨコハマ（テレビ神奈川） - 司会
- THE夜もヒッパレ（日本テレビ、1995年4月 - 2002年9月）
- ふれあいホール（BS-hi、2005年8月）
- BS日本のうた、新・BS日本のうた（NHK BSプレミアム）
- 偽りの花園（東海テレビ、2006年4月 - 6月）
- 午後は○○おもいッきりテレビ（日本テレビ）
- 土曜ワイド劇場「温泉若おかみの殺人推理　出雲〜玉造温泉、縁結び連続殺人!!」（テレビ朝日、2007年）
- お江戸吉原事件帖 （テレビ東京、2007年12月21日）最終話ゲスト
- NHK歌謡コンサート - 「ピンキーとキラーズ」活動開始40周年記念で、2008年再結成時も出演。
- 水曜ミステリー9「刑事吉永誠一 涙の事件簿9 迷い骨〜愛しい日々を返して!」（テレビ東京、2012年） - ヤヨイママ 役
- グランマの憂鬱 第7話（東海テレビ・フジテレビ、2023年5月20日） - ケイちゃん 役

ほか多数

### ラジオ
- ミュージックメモリー（NHK-FM[16]、2004年4月 - 2007年3月）

### ミュージカル、その他の舞台
- 死神（1972年、1973年）
- 白雪姫（1975年）
- ピピン（1976年）
- 屋根の上のバイオリン弾き（1977年） - ツァイテル 役
- ピンキーカクテル（1978年）
- ハッピーエンド（1978年）
- シンデレラ（1982年）
- 日本ミュージカル事始め（1982年）
- オズの魔法使い（1989年 - 1994年、1998年）
- アプローズ（1991年）
- アニー（1995年）
- 将軍家光忍び旅（1996年）
- 源氏物語（1996年）
- サウンド・オブ・ミュージック（1998年）
- マイ・ドリーム〜夢があるから〜（1999年）
- まさかのChange!?（2001年）
- SIDE BY SIDE（2002年）
- PIANO BAR（2002年）
- 椿姫（2002年、2004年）
- 森は生きている（2004年）
- CABARET（2004年）
- ボーイ・フロム・オズ（2005年、2006年、2008年、2022年）[17]
- プレイバックPart2〜屋上の天使（2005年）
- ワールド・ゴーズ・ラウンド（2006年）
- 葉っぱのフレディ（2006年、2007年）
- モダン・ミリー（2007年）
- アルプスの少女ハイジ（2008年）
- ミュージカルCOCO（2009年、2010年12月、2011年1月）
- Nine The Musical　（2009年、2010年1月）
- ディートリッヒ〜生きた 愛した 永遠に（2010年3月・4月）
- 和田アキ子物語（2010年9月4日 - 14日）
- 太陽に灼かれて（2011年7月-8月、天王洲 銀河劇場 他）
- スクルージ（2013年12月・2015年12月、赤坂ACTシアター・KAAT神奈川芸術劇場 他）

### 映画
- 恋の大冒険（1970年、羽仁進監督）
- 蕾の眺め（1986年、日活ロマンポルノ 田中登監督 ）
- 別れぬ理由（1987年、降旗康男監督）
- 魂萌え!（2007年、阪本順治監督） - ※キネマ旬報ベストテン第8位
- 道草キッチン（2025秋公開予定、白羽弥仁監督）[18]

### オリジナルビデオ
- 100万$の女（1995年）

## 出版物
書籍
- 写真集 週刊プレイボーイ特別編集 in NEW YORK（1983年、集英社）
- 写真集 映画の友増刊（1986年、近代映画社）
- 「陽子流シェイプで、メリハリつけてやせる。」（1986年、主婦の友社）
- 「60歳からのフェイスブック」（2012年、マイナビ新書）
- 認知症の母が劇的回復を遂げるまで（2022年、IDP出版）[19]

イメージビデオ
- ラハイナ・ストリート（日本ビデオ映像）